# Silnice II/416
Silnice II/416 je silnice II. třídy v Česku v Jihomoravském kraji, která vede ze Slavkova u Brna přes Újezd u Brna a Židlochovice do Pohořelic. Dosahuje délky 40 km. Většinu trasy vede podél řeky Litavy.
Přes Pohořelice vede v trase původní silnice I/52 a I/54 (nyní I/53). Je alternativním spojením mezi Pohořelicemi a Slavkovem u Brna, které je oproti cestě přes Brno po dálnicích D52 a D1 asi o 6 km kratší, ale vlivem vedení skrz řadu obcí podstatně pomalejší.

## Plánovaný rozvoj
Plánuje se výstavba 4,5 km dlouhého obchvatu Blučiny, který by propojil nájezd na D2 se silnicí II/425 severně od Židlochovic, s výhledovým pokračováním na obchvat Hrušovan u Brna (silnice III/41619). Tím by vzniklo rychlé propojení dálnic D2 a D52 využitelné i pro kapacitní nákladní dopravu.

## Vedení silnice

### Jihomoravský kraj
Okres Vyškov
- Slavkov u Brna, vyústění z I/50
- Křenovice (odbočení III/4161, II/417, III/4164)
- Hrušky (odb. III/4194)
- odbočka Zbýšov (III/4179)
- Šaratice (odb. III/4165, III/4166)
- Hostěrádky-Rešov

Okres Brno-venkov
- Újezd u Brna (křížení a krátká peáž s II/418)
- odbočka III/4176 do Sokolnic
- Žatčany (odb. III/4167)
- křížení a krátká peáž s II/380
- Měnín (odb. III/4169)
- MÚK s D2 (exit 11)
- Blučina (odb. III/41611, III/41614)
- Židlochovice (křížení a krátká peáž s II/425, odb. III/41619)
- Unkovice (okraj, odb. III/41620)
- Žabčice (okraj, odb. III/41621)
- MÚK s D52 (exit 23, křiž. s III/42510 – bývalá silnice I/52)
- Pohořelice (křížení s III/41622, II/395, III/4133)
- zaústění do I/53